# Gåstjärnen (Byske socken, Västerbotten, 722563-174419)
Gåstjärnen är en sjö i Skellefteå kommun i Västerbotten och ingår i Byskeälvens huvudavrinningsområde. Sjön har en area på 0,0313 kvadratkilometer och ligger 109 meter över havet.

## Delavrinningsområde
Gåstjärnen ingår i det delavrinningsområde (722709-174197) som SMHI kallar för Ovan VDRID = Tvärån i Byskeälvens vattendragsyta. Medelhöjden är 128 meter över havet och ytan är 19,67 kvadratkilometer. Räknas de 268 avrinningsområdena uppströms in blir den ackumulerade arean 3 420,51 kvadratkilometer. Avrinningsområdets utflöde Byskeälven mynnar i havet. Avrinningsområdet består mestadels av skog (78 procent). Avrinningsområdet har 0,96 kvadratkilometer vattenytor vilket ger det en sjöprocent på 4,9 procent.